# とよね文化広場
とよね文化広場（とよねぶんかひろば）は、愛知県北設楽郡豊根村にある文化施設群。豊根村ふれあい会館、村民ホール、収蔵庫（せいろ蔵）、はなのき広場などの施設の総称である。1990年（平成2年）5月10日にオープンした。

## 歴史
1889年（明治22年）10月1日に北設楽郡三沢村・上黒川村・下黒川村・古真立村・坂宇場村の5村が合併して成立した豊根村は、1989年（平成元年）10月で村制100周年を迎えた。豊根村は100周年記念事業として、『豊根村誌』の編纂、100周年記念誌の作成、豊根紹介ビデオの作成、中国視察研修、キャッチフレーズやマスコットの制定、記念式典を行った。また、100周年記念イベントとしては1989年9月30日に、役場奥の広場（現在はとよねドームがある場所）で豊根まつりを開催し、また10月29日に豊根村立豊根中学校グラウンドで村民運動会を開催した。豊根まつりにはものまねタレントの清水アキラ、お笑いコンビのコントらぶこ〜る、歌手の立花淳一が訪れてタレントショーを披露した。
これらの各種記念事業や記念イベントに加えて、豊根村は100周年記念施設として地区文化広場を建設することとし、1990年（平成2年）5月10日にとよね文化広場がオープンした。竣工式には鈴木礼治愛知県知事、松下愛知県議会議長、竹下喜兵衛愛知県議会議員、近藤長一新城市長、小林文彦豊根村長などが出席している。総事業費は4億4404万8000円であり、うち豊根村事業分は3億3314万2000円である。

## 施設
- 豊根村ふれあい会館

愛知県の施設。1989年6月30日着工、1990年2月28日竣工。鉄筋コンクリート造平屋建。延床面積364.48m2。
- 村民ホール

豊根村の施設。1989年4月27日着工、1990年3月30日竣工。鉄筋コンクリート造2階建。延床面積583.40m2。電動移動席300席を有し、文化発表会・コンサート・映画上映会・講演会・軽スポーツ・展示会などに使用できる。
- 収蔵庫（せいろ蔵）

豊根村の施設。1989年6月11日着工、1991年3月竣工。木造土蔵造2階建。延床面積49.68m2。
- はなのき広場

面積約1,200m2。
- 駐車場

52台駐車可能。